# 민족문제연구소의 친일인명사전 수록자 명단
이 문서는 민족문제연구소가 2009년 11월 8일에 편찬한 친일인명사전에 수록된 자들에 관한 명단을 다룬다. 전체 인원은 중복 분류된 인물을 제외하면 4,776명이며 여러 분야에 중복 수록된 인물 431명을 포함하면 총 5,207명이 된다.

## 선정 기준
민족문제연구소는 최종 수록예정자 명단을 밝히면서 ‘을사늑약 전후부터 1945년 8월 15일 해방에 이르기까지 일본제국주의의 국권침탈 식민통치 침략전쟁에 적극 협력함으로써 한민족 또는 타 민족에게 신체적 물리적 정신적으로 직,간접적 피해를 끼친 자’로 친일파를 규정했고, 수록대상자의 범주는 조약 체결 등 매국 행위에 직접 가담한 민족반역자와 ‘식민통치기구의 일원으로서 식민지배의 하수인이 된 자’나 ‘식민통치와 침략전쟁을 미화 선전한 지식인 문화예술인’과 같은 부일협력자의 두 가지로 구분했다. 이 중 민족반역자는 전부를, 부일협력자 가운데서는 일정한 직위 이상인 자를, 그 외 정치적 사회적 책임을 물어야 할 친일행위가 뚜렷한 자를 수록대상으로 선정하였다고 말했다. 민족문제연구소가 밝힌 선정의 원칙은 자발성과 적극성, 반복성, 중복성, 지속성 여부이다.

## 친일인명사전 수록자 목록
다음 목록은 각 분야별로 민족문제연구소가 발표한 명단이다. 인원 수는 중복 분류된 인물을 포함한 것이다.

1.매국:21명
2.수작/습작:137명
3.중추원:337명
4.제국의회:11명
5.관료:1207명
6.경찰:880명
7.군:387명
8. 사법:194명
9.친일단체:484명
10.종교:200명
11.문화/예술:165명
12.교육/학술:59명
13.언론/출판:44명
14.경제:48명
15.지역유력자:52명
16.해외:904명
17.기타;김명학,김진수

## 참고자료 및 링크
- 친일인명사전 수록대상자 명단